# Apple Remote Desktop
Apple Remote Desktop (ARD) — приложение удалённого администрирования для компьютеров Mac производства Apple Inc., выпущенное 14 марта 2002 года. Это приложение заменило аналогичный продукт под названием Apple Network Assistant. Приложение предназначено для администраторов, ответственных за большое количество компьютеров, которым нужно помогать удалённым пользователя или группе пользователей при выполнении операций на удалённом компьютере. ARD позволяет пользователям удаленно контролировать или наблюдать за другими компьютерами в сети.

## Особенности
- Apple Remote Desktop является универсальным приложением, то есть работает на всех компьютерах Mac — как с процессорами PowerPC, Intel, Apple M1[3].

## Безопасность
До версии 3, приложение Apple Remote Desktop шифровало только пароли, события мыши и клавиатуры. Изображение рабочего стола и передающиеся файлы не были зашифрованы. Поэтому, в случае работы через публичные сети, Apple рекоммендовала туннелировать трафик используя VPN, для защиты от прослушивания.
Apple Remote Desktop 3.0 позволяет использовать AES 128 bit.
Максимальный размер пароля - 8 символов (также как и в VNC), что может быть недостаточным для современных стандартов безопасности.
Apple Remote Desktop 3.9 включает улучшения безопасности несовместимые с клиентами прошлых версий.